# Mustavuori
Mustavuori (en suédois : Svarta backen) est une section du quartier de Vuosaari à Helsinki, la capitale de la Finlande.

## Description

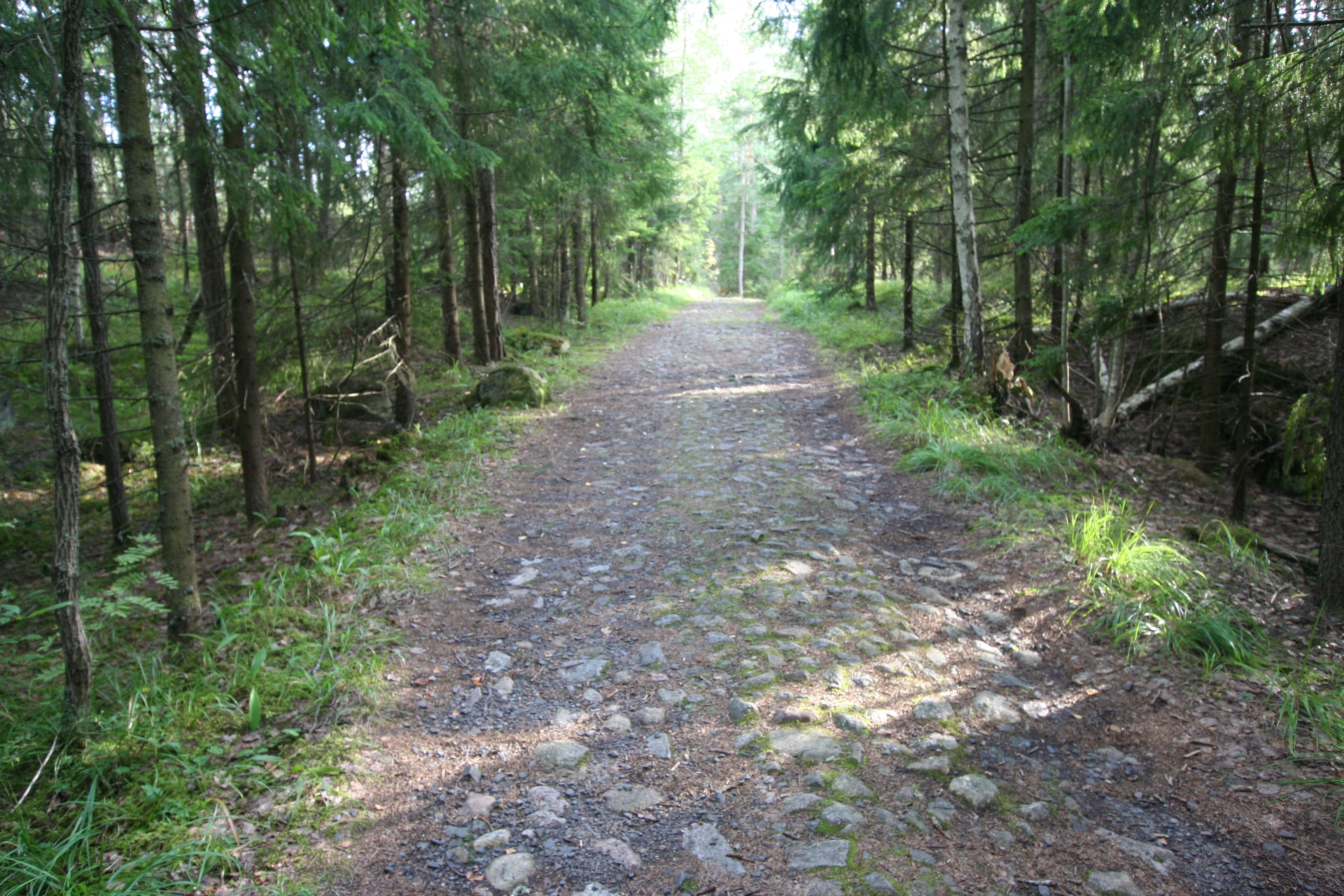
Ancien chemin tykkitie.

Mustavuori a une surface de 1,0 km2. La section n'a aucun habitant permanent(1.1.2010).